# Mount Cory (Ohio)
Mount Cory es una villa ubicada en el condado de Hancock en el estado estadounidense de Ohio. En el Censo de 2010 tenía una población de 204 habitantes y una densidad poblacional de 205,12 personas por km².

## Geografía
Mount Cory se encuentra ubicada en las coordenadas 40°56′5″N 83°49′25″O / 40.93472, -83.82361. Según la Oficina del Censo de los Estados Unidos, Mount Cory tiene una superficie total de 0.99 km², de la cual 0.99 km² corresponden a tierra firme y (0%) 0 km² es agua.

## Demografía
Según el censo de 2010, había 204 personas residiendo en Mount Cory. La densidad de población era de 205,12 hab./km². De los 204 habitantes, Mount Cory estaba compuesto por el 96.08% blancos, el 0% eran afroamericanos, el 0.49% eran amerindios, el 1.47% eran asiáticos, el 0% eran isleños del Pacífico, el 0% eran de otras razas y el 1.96% pertenecían a dos o más razas. Del total de la población el 0% eran hispanos o latinos de cualquier raza.